# Ruta Estatal de California 253
La Ruta Estatal de California 253, abreviada SR 253 (en inglés: California State Route 253) es una carretera estatal estadounidense ubicada en el estado de California. La carretera inicia en el Oeste desde la SR 128     en Boonville en sentido Este hasta finalizar en la US 101     en Ukiah. La carretera tiene una longitud de 27,6 km (17.180 mi).

## Mantenimiento
Al igual que las autopistas interestatales, y las rutas federales y el resto de carreteras estatales, la Ruta Estatal de California 253 es administrada y mantenida por el Departamento de Transporte de California por sus siglas en inglés Caltrans.